# میک دی (دوچرخه‌سوار)
میک دی (انگلیسی: Mike Day؛ زادهٔ ۹ اکتبر ۱۹۸۴) دوچرخه‌سوار اهل ایالات متحده آمریکا است.
از افتخارات وی میتوان به کسب مدال نقره دوچرخه‌سواری بی‌ام‌اکس در بازی‌های المپیک تابستانی ۲۰۰۸ اشاره کرد.